# Cadillac Starlight
Der Cadillac Starlight war ein Konzeptfahrzeug, das die Cadillac-Division von General Motors auf dem Pariser Autosalon im Oktober 1959 vorstellte.
Die italienische Karosserieschmiede Pininfarina fertigte ein Coupé für Cadillac, das dem Skylight-Coupé des Vorjahres sehr ähnlich sah. Gemeinsam hatten die Fahrzeuge das schlichte Design. Der Kühlergrill mit dünnen, waagerechten Chromstäben erstreckte sich über die gesamte Fahrzeugbreite und griff auch um die Fahrzeugecken. Darüber saßen Doppelscheinwerfer, unter denen rechteckige Blinker in den Kühlergrill eingelassen waren. Fahrzeugfront und -heck waren nach vorne geneigt, die Heckflossen waren aber deutlich kleiner als beim Skylight. Die Speichenräder trugen Weißwandreifen.
Die Besonderheit des Starlight war das Coupédach aus Plexiglas, das mit vier Metallplatten von innen abgedeckt werden konnte. War diese Abdeckung nicht erwünscht, konnten die vier Teile einzeln hinter der Hutablage aufbewahrt werden.